# Condado de Nowy Sącz
Condado de Nowy Sącz (polaco: powiat nowosądecki) é um powiat (condado) da Polónia, na voivodia de Pequena Polónia. A sede do condado é a cidade de Nowy Sącz. Estende-se por uma área de 1550,24 km², com 196 626 habitantes, segundo os censos de 2005, com uma densidade 126,84 hab/km².

## Demografia
População (dados de 30 de Junho de 2005):
|          | Total   | Total | Mulheres | Mulheres | Homens  | Homens |
| -------- | ------- | ----- | -------- | -------- | ------- | ------ |
|          | pessoas | %     | pessoas  | %        | pessoas | %      |
| Total    | 196 626 | 100   | 98 589   | 50,1     | 98 037  | 49,9   |
| Cidades  | 37 180  | 100   | 19 291   | 51,9     | 17 889  | 48,1   |
| Povoados | 159 446 | 100   | 79 298   | 49,7     | 80 148  | 50,3   |